# 篠原ゆきの
篠原 ゆきの（しのはら ゆきの、1985年5月1日 - ）は、日本の元AV女優、ストリッパー、歌手。元GREEN所属。

## 略歴・人物
山梨県出身。趣味はガーデニング、ライブ鑑賞、料理、温泉巡り、猫。。
高校を卒業後、航空自衛隊に7年勤務。退職後、アパレル店員などを経て2015年にAVデビュー。AV女優となったきっかけは、詐欺による多額の借金を返済するため。
2016年10月、新宿ニューアートでストリップデビュー。歌手「雪乃」としても活動している。
2018年3月13日、自身のインスタグラムで5月をもって所属事務所を辞めAV女優を引退することを発表。引退後は1〜2年休業し、ストリッパーと歌手としての活動は継続するとしている。

## 出演作品

### アダルトDVD
2015年
- セクシーコスチュームMIXバトルNEO volume.2（7月10日、バトル）
- 旦那の見てる前で単独さんの濃厚ザーメンをごっくんする寝とられ妻（7月14日、ラハイナ東海）他出演:滝沢えれな、咲羽優衣香、佐倉ひなの
- イケメンが熟女を部屋に連れ込んでSEXに持ち込む様子を盗撮したDVD。 28 〜強引にそのまま中出ししちゃいました〜（8月1日、熟女JAPAN）※「由衣」名義　他出演:雅子
- 妄想アイテム究極進化シリーズ 真・時間が止まる腕時計 パート4 プール、お祭り、夏休み悪戯てんこ盛り3時間拡大スペシャル（8月6日、ROCKET）他出演:川菜美鈴、白咲碧、彩城ゆりな、逢月はるな
- ソイヤソイヤ!! これが日本の祭りだヨ! イカレた羞恥祭り 強行開催 オマ○コ丸出し 女神輿まつり（8月20日、ROCKET）共演:松下美雪、Maika、逢月はるな
- ファイティングガールズ Vol.14 2015.08.22 〜バトル生誕祭記念興行〜（9月11日、バトル）共演:さくらここる　他出演:小西まりえ、みおり舞、吉田花、赤木ゆう、ミスX、夏目エレナ
- ようこそ催淫(アブナイ)世界へ 20 AV女優たちの本音 ガチSEX全記録（9月24日（レンタル）/11月27日（セル）、アテナ映像）他出演:葵千恵、大見はるか
- 多量多臭 まん汁垂れ じゅぼじゅぼピストンオナニー（12月4日、AFRO FILM）他出演:富永伊織、滝川マリア、沙藤ユリ、宮崎由麻、加納綾子

2016年
- ゲスマダム（2月18日、グローリークエスト）共演:三喜本のぞみ、真琴りょう
- 悪魔の肉体 NEO 現役フィットネス・インストラクターのアクメがヤバすぎる件（4月1日、Baby Entertainment）
- 快楽M性感美脚エステ 2016（4月5日、フリーダム）他出演:和泉潤、通野未帆、水原あお、井上リオナ、佐伯かのん
- 〜ほろ苦い青春の思い出〜 保健室のドS先生（5月5日、フリーダム）他出演:和泉潤、通野未帆、水原あお、井上リオナ、佐伯かのん
- 他人の肉棒によがる牝（5月19日、熟の蔵）他出演:米沢まき子、咲羽優衣香
- バトル正規軍 VS 反バトル連盟 全面戦争 三章 死闘! 内村りな 最後の闘い!（5月27日、バトル）共演:内村りな
- 銀粉7（5月27日、フェティッシュワールド）
- 女教師の教育 足臭マン臭指導と顔騎飲尿（6月5日、フリーダム）他出演:和泉潤、通野未帆、水原あお、井上リオナ、佐伯かのん
- 完全主観 罵倒地獄 Vol.5 〜罵られて勃起する男達の子守唄〜（7月5日、フリーダム）他出演:涼宮琴音、芦田知子、逢沢るる、本田莉子、桂希ゆに、朝倉ことみ、長谷川美織、奏瀬なつる、早川瑞希、双葉みお、和泉潤、井上リオナ、水原あお、星野あかり、通野未帆、あおいれな、竹内真琴、麻里梨夏、佐伯かのん、あゆな虹恋、あやね遥菜、跡美しゅり、まひろ芽唯、事原みゆ、神田理央、サリー、広瀬うみ、早乙女ゆい、本多恵、生駒はるな、ましろあい、星空もあ、七緒ゆづき、小宮山ゆき、星川麻紀、卯水咲流
- 乳首舐めレズ 2（8月5日、AFRO FILM）共演:滝沢えれな　他出演:小峰みこ、平清香、水上ホタル、沢本由紀恵、吉野あすか、白咲奈々子、綾瀬ゆい、七瀬ともか、加藤ツバキ、加納綾子、川口照美、夢咲かのん、前田つかさ、今井花菜
- 酔ったらヤリまんになる30代オンナ（9月23日、アバンテ）他出演:今藤霧子
- 自画撮りオマ○コ 指オナニー 6（10月16日、グローリークエスト）他出演:神波多一花、碧しの、鈴原エミリ、辻井ゆう、真木今日子、新山沙弥、並木杏梨、桐島美奈子、中里美穂、沖田奈々、紺野ひかる、西川りおん、逢月はるな、内村りな、司ミコト、佐野玲華、久我かのん、神納花
- メタリックガールセックス vol.13（12月16日、アキバコム制作部）

2017年
- 生まれて初めての金蹴り 3 金玉ツブれたら死んじゃうんですよね?（1月5日、フリーダム）他出演:あやね遥菜、仁美まどか、ましろあい、七緒ゆづき、早川瑞希、笹本梓、小宮山ゆき、宇野ゆかり、芦田知子、葵千恵、朝比奈麻里、御舟みこと、通野未帆、広瀬うみ、跡美しゅり、豊川えみる、ゆり菜すず、香月星七、サリー、雪谷ちなみ、森保さな、双葉ゆきな、あゆな虹恋、星川麻紀、麻里梨夏、佐伯かのん、まひろ芽唯、和泉潤、SHIN、みおり舞、井上リオナ、双葉みお、奏瀬なつる、星空もあ、神田理央、早乙女ゆい、佐伯瑠衣、水原あお、朝倉ことみ、長谷川美織、本多恵、生駒はるな
- 聖炎戦隊バーンレンジャー（1月13日、GIGA）共演:原美織、しじみ、新條希
- バトルマスターズチャンピオンシップ 第二試合（1月27日、バトル）共演:みおり舞
- バトルマスターズチャンピオンシップ 決勝戦（3月10日、バトル）共演:日高結愛
- ニオイを感じる 足裏 4（5月5日、フリーダム）他出演:跡美しゅり、麻里梨夏、若槻みづな、かなで自由、和泉潤、有沢実紗、宮崎あや、通野未帆、水原あお、伊東真緒、御舟みこと、白桃心奈、西口あられ、芹那ゆい、せいの彩葉、西園寺ミヅキ、豊川えみる
- ザ・近●相姦 3 義姉が弟を!弟が義姉を!（5月7日、パラダイステレビ）他出演:波木真由
- メタリックガールセックス vol.13（11月30日、アキバコム制作部）

2018年
- 鼻おしゃぶりレズ（2月1日、ゑびすさん）共演:滝沢えれな　他出演:姫野みく、早坂愛梨、夏希アンジュ、横山みれい、藤田りかこ、愛原れの、宮永香織、真田美穂、日高結愛、小峰みこ、椎名杏、祐花凛

## テレビ
- 第1回セクシー女優ダラケ!のスカパー!水泳大会（2015年8月22日、BSスカパー!）
- 田村淳の地上波ではダメ!絶対! #43（2018年1月25日、BSスカパー!） - 「第4回エロ芸グランプリ」出演

## 書籍

### 雑誌
- 週刊大衆 2017年1月23日号（2017年1月6日、双葉社） - 袋とじ「全裸でほふく前進を実演!元美人航空自衛官が脱いだ!」
- 週刊現代 2017年1月28日号（2017年1月16日、講談社） - グラビア「航空自衛隊31歳元隊員［篠原ゆきの］迷彩服を脱ぎ捨てた」
- 週刊現代 2018年2月24日号（2018年2月5日、講談社）

### 電子書籍
- まんが 名前のない女たち 【篠原ゆきの編】（2017年6月8日、ぶんか社、原作:中村淳彦・まんが:水槻れん）